# Vlag van Sneek

Vlag van Sneek (ratio 2:3).

De Vlag van Sneek is de vlag van de stad Sneek en de gelijknamige, voormalige gemeente Sneek.
De Sneker vlag bestaat uit twee gelijke verticale banen in zwart en (goud)geel. Hierbij hoort het zwarte deel aan de broekingzijde te worden gevoerd. De kleuren van de vlag zijn afkomstig uit het Wapen van Sneek en staan voor gevaar en kracht (zwart) en wijsheid en rijkdom (goudgeel). De lengte en breedte van de vlag verhouden zich als 2:3. 
De historie van de Sneker vlag is onduidelijk, het is niet bekend wanneer deze exact voor het eerst wordt gevoerd. 
Het ontwerp en gebruik van de vlag is officieel vastgelegd in een buitengewone raadsvergadering van de Sneker gemeenteraad op 13 september 1956, ter gelegenheid van het 500e verjaardag van de teboekstelling van de Sneker stadsrechten.
Er bestaat ook een variant van deze vlag met in het midden van de vlag is het bekendste bouwwerk van de stad afgebeeld, namelijk de Waterpoort. Dit is een decoratieve brug met twee achtkantige torens en een poortwachterswoning. Het is de laatste waterpoort van Sneek die bewaard is gebleven. De andere vier zijn helaas gesloopt. Op deze vlag is het bouwwerk in abstracte vorm opgemaakt en opgesplitst in twee delen. Het gele deel staat op een zwarte achtergrond en het zwarte deel op een gele achtergrond. Deze variant wordt gebruikt door Vereniging van Sneeker Zakenlieden.

## Tegenwoordig gebruik
De vlag van Sneek wordt door de inwoners van de stad nog altijd veel gebruikt. Zo hangt deze veel aan gevels van woningen, maar ook belangrijke gebouwen vlaggen met de vlag. Zo wordt de vlag onder meer gevoerd door diverse gemeentelijke- en rijksgebouwen tijdens de Sneekweek, op Hardzeildag en op 15 april (dag van de bevrijding van Sneek in 1945), bijvoorbeeld op de Grote of Martinikerk en het Stadhuis van Sneek. Het hijsen van de Vlag van Sneek vormt een belangrijk onderdeel van de officiële opening van de Sneekweek.

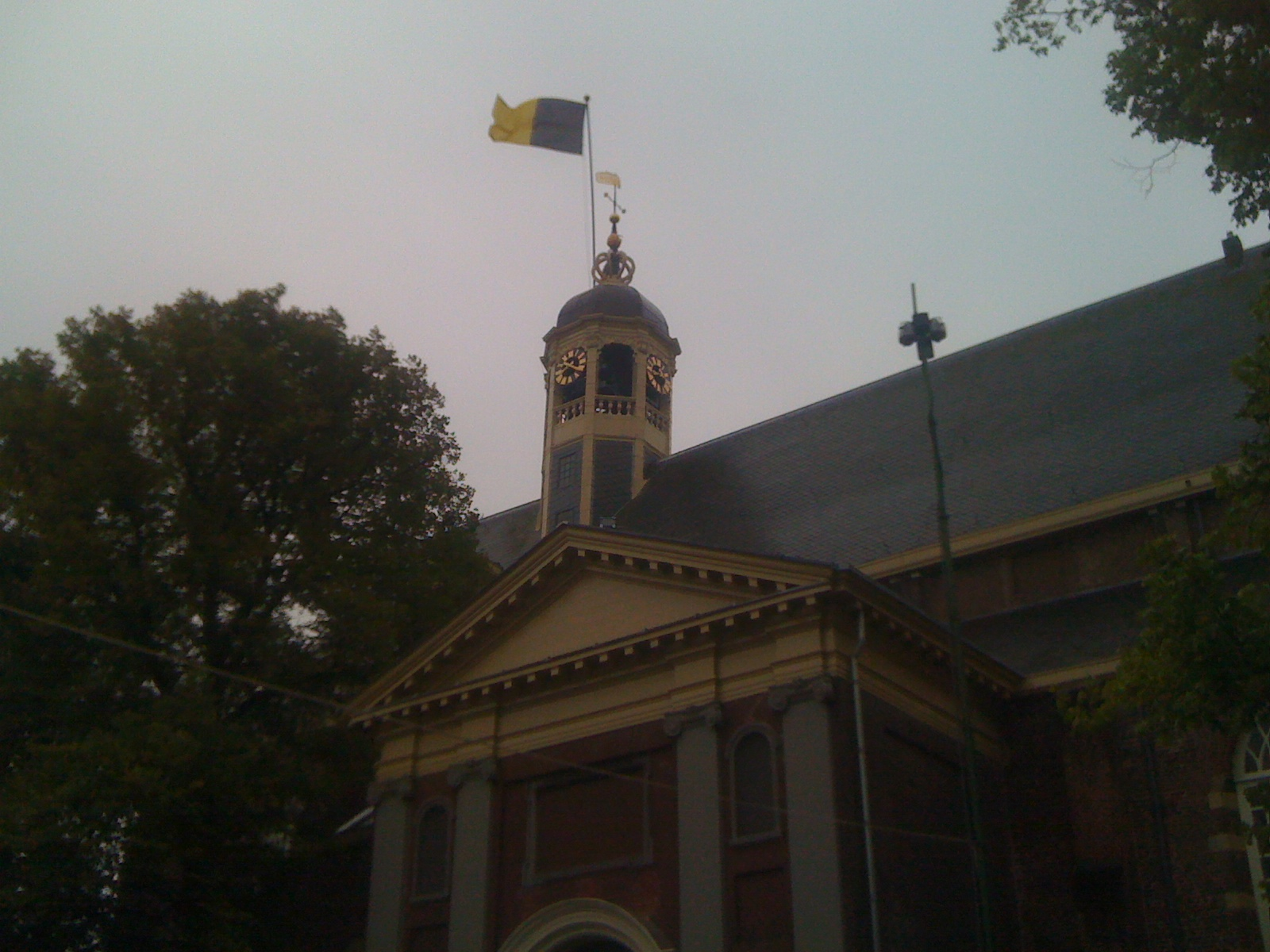
Grote of Martinikerk met de Vlag van Sneek (2011).
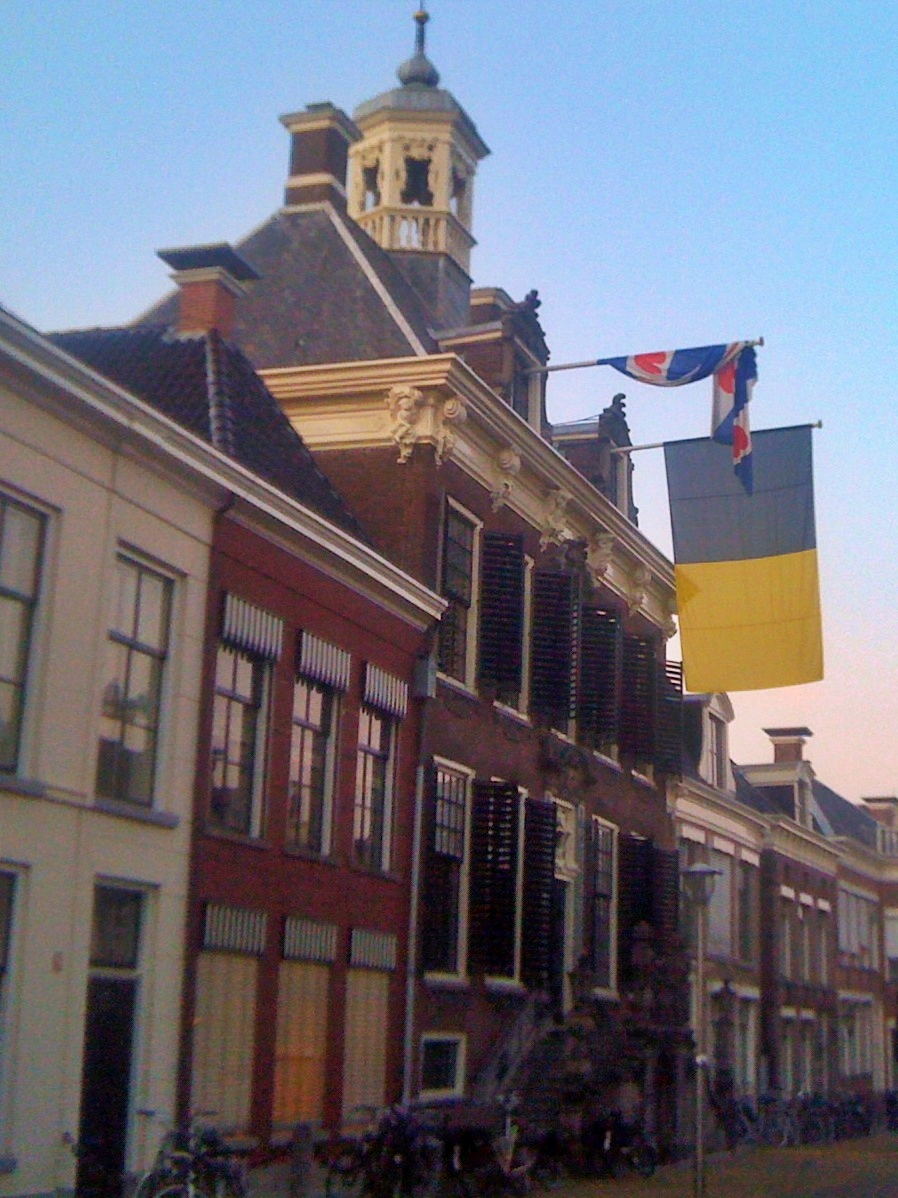
Stadhuis van Sneek met de Vlag van Sneek (2011).

## Afgeleiden
Veel verenigingen en instanties hebben hun kleurstelling en logo afgeleid van de Vlag van Sneek. Hieronder bevinden zich bijvoorbeeld voetbalvereniging Sneek Wit Zwart, de Koninklijke Watersportvereniging Sneek, de Flitsclub Sneek en Sneek Promotion.